# Erik Dyreborg
Erik Birger Dyreborg (geborener Poulsen; * 20. Januar 1940 in Kopenhagen; † 12. November 2013) war ein dänischer Fußballspieler. Der Stürmer spielte als Profi für Vereine der niederländischen Eredivisie, der US-amerikanischen North American Soccer League sowie der schwedischen Fotbollsallsvenskan; zudem kam er zu sechs Einsätzen für die dänische Nationalmannschaft.

## Vereine
Dyreborg begann seine Laufbahn im Herrenbereich 1957 beim BK Frem København; nach seiner ersten Erstligasaison wurde er 17-jährig von Manchester United engagiert, jedoch nach einigen Monaten (Weihnachten 1957) aussortiert.
Er blieb fürs Erste Amateur in Dänemark, wo er nach einigen Jahren zum Næstved IF wechselte. Profi wurde er erst zur Saison 1968, als die Boston Beacons der NASL ihn wegen seiner Torgefährlichkeit verpflichteten; mit 13 Toren in 29 Spielen wurde er Toptorschütze des Clubs, der sich jedoch wegen wirtschaftlicher Erfolglosigkeit im Herbst 1968 auflöste. Danach spielte er noch für Den Haag und Avesta AIK.

## Nationalmannschaft
1957/58 wurde er dreifacher U-19-Nationalspieler und erzielte dabei zwei Tore, 1960 kam er zu zwei Einsätzen für die U-21.
Während der Vorbereitung zum olympischen Fußballturnier 1960 wurde Dyreborg als U-21-Spieler zum 32er Sichtungslehrgang der dänischen A-Nationalmannschaft eingeladen, aber für den endgültigen Kader nicht berücksichtigt. Auf dem Weg zu einem Vorbereitungsspiel entging er nur knapp einem Flugunfall, dem acht Lehrgangsteilnehmer zum Opfer fielen. Am 16. Juni 1960 stürzte eine De Havilland DH.89 Dragon Rapide der dänischen Luftwaffe nach dem Start in Kopenhagen ohne Überlebende ab. Dyreborg überlebte, weil, während er schon im Flugzeug war, kurzfristig entschieden wurde, Gepäck auf seinem Sitz zu transportieren und er auf den Parallelflug disponiert wurde.
1963 wurde er für ein Spiel der B-Auswahl Dänemarks berufen, es dauerte aber noch bis 1967, bevor er in der A-Auswahl debütierte; bei seinem zweiten Einsatz gelangen ihm gegen Island seine beiden ersten Länderspieltore; einige Wochen später besiegte er mit fünf Toren Norwegen (5:0) beinahe im Alleingang. Nach nur sechs Einsätzen mit acht Torerfolgen wurde Dyreborg aus dem Kader ausgeschlossen, als er in die USA ins Profitum wechselte.